# ميغيل ريبيرو
ميغيل ريبيرو (بالبرتغالية: Miguel Ribeiro) هو كاتب سيناريو ومخرج برتغالي، ولد في 1974 في شنترة في البرتغال.

## وصلات خارجية
- ميغيل ريبيرو على موقع IMDb (الإنجليزية)